# 1906–1907-es magyar labdarúgó-bajnokság (első osztály)
A 6. hivatalos bajnokság. A Magyar Labdarúgó-szövetség úgy határozott hogy áttér az őszi-tavaszi rendszerű bajnokságra, ezért elmaradtak az 1906-os tavaszi bajnoki mérkőzések. A Postás SE az előző évi bundabotrány miatt kilépett a labdarúgó szövetségből, ezért nyolc résztvevősre csökkent az első osztály létszáma.
Brüll Alfréd az MTK mecénása felajánlott egy serleget a tavaszi mérkőzések nyertesének. Ebben az évben kerültek Schlosser Imre az FTC-hez és Borbás Gáspár a MAC-hoz.
A Magyar Atlétikai Club rosszul kezdte a bajnokságot, több vereséget elszenvedett, ekkor a nálunk még szokatlan hivatásos edzőt szerződtettek Gillemot Ferenc személyében a csapat mellé. Az első magyar edző bevezette az egész télen át tartó edzéseket. (Az FTC csak a profi labdarúgó bajnokság 1926-27-es bevezetésekor alkalmazott először edzőt.)
Két, gólokban gazdag mérkőzés volt, MAC – 33 FC 14:1 és FTC – Typographia 15:0.
Osztályozók:
- Fővárosi TC - Újpest-Rákospalotai AK 0:0
- 33 FC - Bp. Törekvés SE 1:6.

Kiesett a 33 FC, feljutott a Törekvés SE.
Az MLSZ ünnepi közgyűléssel emlékezett meg a magyar labdarúgás megindulásának 10 éves évfordulójáról. (1897. május 9-én Stobbe Ferenc szervezte meg az első magyar nyilvános labdarúgó mérkőzést, a BTC két csapatával.) Gróf Apponyi Albert kultuszminiszter tiszteletbeli tagságot kapott, mert közbenjárása eredményeként rendeződött a viszony az MLSZ és a FIFA között. Ekkor csatlakozott az 1903-ban létrejött Ifjúsági Labdarúgó-szövetség az MLSZ-hez.

## A végeredmény
|   | Csapat          | Játszott | GY | D | V  | L  | K  | GK  | Pont | Megj.   |
| - | --------------- | -------- | -- | - | -- | -- | -- | --- | ---- | ------- |
| 1 | Ferencvárosi TC | 14       | 11 | 2 | 1  | 70 | 20 | +50 | 24   | Bajnok  |
| 2 | MAC             | 14       | 10 | 2 | 2  | 78 | 15 | +63 | 22   |         |
| 3 | MTK             | 14       | 10 | 2 | 2  | 67 | 18 | +49 | 22   |         |
| 4 | BAK             | 14       | 6  | 2 | 6  | 32 | 44 | -12 | 14   |         |
| 5 | Typographia SC  | 14       | 3  | 3 | 8  | 25 | 62 | -37 | 9    |         |
| 6 | Újpesti TE      | 14       | 2  | 4 | 8  | 16 | 38 | -22 | 8    |         |
| 7 | Fővárosi TC     | 14       | 3  | 3 | 8  | 16 | 55 | -39 | 7    |         |
| 8 | 33 FC           | 14       | 2  | 2 | 10 | 20 | 72 | -52 | 6    | Kiesett |

## Kereszttáblázat
|                 | FTC | MAC  | MTK  | BAK | Typ. | ÚTE | Főv. | 33 FC |
| --------------- | --- | ---- | ---- | --- | ---- | --- | ---- | ----- |
| Ferencvárosi TC | XXX | 3-2  | 2-0  | 3-2 | 15-0 | 2-0 | 6-2  | 7-1   |
| MAC             | 3-3 | XXX  | 1-3  | 2-0 | 2-2  | 3-1 | 4-1  | 6-0   |
| MTK             | 2-2 | 1-3  | XXX  | 9-2 | 7-2  | 6-1 | 5-0  | 6-1   |
| BAK             | 4-3 | 0-8  | 2-2  | XXX | 1-4  | 1-3 | 2-0  | 2-1   |
| Typographia SC  | 1-3 | 0-14 | 1-5  | 2-4 | XXX  | 2-2 | 1-2  | 1-1   |
| Újpesti TE      | 0-5 | 0-5  | 0-1  | 3-4 | 1-3  | XXX | 1-1  | 1-0   |
| Fővárosi TC     | 1-7 | 0-9  | 0-9  | 1-1 | 4-3  | 1-1 | XXX  | 3-4   |
| 33 FC           | 2-9 | 1-14 | 1-11 | 3-7 | 1-3  | 2-2 | 2-0  | XXX   |

A bajnok Ferencvárosi Torna Club csapata: Dobronyi Béla (13) - Rumbold Gyula (14), Manglitz Ferenc (6) - Gorszky Tivadar (12), Bródy Sándor (13), Weinber János (14) - Braun Ferenc (13), Ecker Nándor (5) / Halász Géza (5) / Pákay Ágost (5), Koródy Károly (14), Schlosser Imre (14), Weisz Ferenc (13). Játszott még: Kovács Géza (4), Csizmadia István (3), Schön József (3), Iványi László (2), Fritz Alajos k.(1).
A 2. helyezett Magyar Atlétikai Club játékosai: Bayer Jenő, Bayer Rezső, Borbás Gáspár, Engelmayer, Hildebrand Elemér, Höfle Győző, Kelemen Béla, Krempels József, Lipovetz Aurél, Medgyessy Iván, Meleghy Gyula, Niessner Aladár, Oláh Aladár, Petz Lajos, Schöffer Imre, Sipos-Sellő Ernő, Vangel Gyula, Veres Sándor.
A 3. helyezett Magyar Testgyakorlók Köre játékosai: Bányai Lajos, Bíró Gyula, Csüdör Ferenc, Domonkos László, Ellinger Leó, Faragó Tibor, Fischer Rezső, Hoffer István, Holits Ödön (kapus), Holub Nándor, Káldor "Zulu" Lipót, Károly Jenő, Kertész I Gyula, Koltai I József, Kürschner Izidor, Nagy Ferenc, Révész Béla, Sebestyén Béla, Schaar Izidor, Vajda Béla, Virág Ferenc, Weisz Lajos.
A 4. helyezett Budapesti Athletikai Klub játékosai: Bárányos Kálmán, Eichel Lajos, Balló-Fey Viktor, Fischer Sámuel, Gerő Jenő, Gerő Lipót, Glatter Richárd, Grósz József, Grünwald Miksa, Halász Endre, Kormos Károly, Kronberger Jenő, Lieblich Ignác, Ligeti Ferenc, Müller József, Oldal Mihály, Osztl Lajos, Preisz Róbert, Rácz Jenő, Rudas Ernő, Vörös Ferenc, Vörös Lajos.
Az 5. helyezett Typographia Sport Club játékosai: Bittmann Ferenc, Blitz Jenő, Blitz Vilmos, Cseh Lajos, Drimál Ferenc, Fenyvesy Ferenc, Geiser Ádám, Gergely Kálmán, Horváth Andor, Kauffmann Aladár, Klusz, Konrád, Krausz I Sándor, Krausz II Ármin, Laczkó László, Mandl Rezső, Matuskovics József, Orsolyák József, Ruzicska Rezső, Schenk József, Schwartz Aladár, Szatmári Ernő, Viklász, Wieselmann Lajos.
A 6. helyezett Újpesti Torna Egylet csapata: Almássy József, Aschner Manó, Fejér Sándor, Fürst Oszkár, Gogola Gyula, Herczeg Oszkár, Herschkovits László, Kardos I Ferenc, Kardos II Sándor, Kazár Tibor, Kuschner János, Lengyel Rezső, Ludwig I Antal, Ludwig II, Malek Ferenc, Molnár I Ferenc, Molnár II Imre, Novák Sándor, Petz Béla, Rossmann József, Surnik Béla, Szinay Mór, Vranák Lajos.
A 7. helyezett Fővárosi Torna Club játékosai: Bucsek József, Erdélyi Károly, Gulyás Dezső, Hajek Gusztáv, Jávor, Jergencz Ignác, Kárpáti Árpád, Klingenberg, Kiss Mihály, Mayer Kornél, Müller Sándor, Nebenzahl Artúr, Noheil János, Pauer Nándor, Rauch Géza, Roóz Oszkár, Schönfeld Géza, Steiner József, Szeiff Aladár, Szentey Sándor, Weisz Márton, Zengő Bertalan.
A 8. helyezett 33 Football Club játékosai: Bánai, Bíró János, Bosnyákovits Károly, Czavolják József, Eichinger Károly, Forstinger Antal, Hampl Kálmán, Józsa László, Kiss Gyula, Kiss Mihály, Koch Nándor dr., Krecsmer Károly, Lill Erik, Martin Ferenc, Rzehák Béla, Schiller Gyula, Schwartz Alfréd, Steiner Géza, Szabó Árpád, Szaffka Zoltán, Vanicsek Sándor, Weisz Mór.

## Díjak
| Bajnok 1906/7    |
| FTC 3. Bajnokság |

| Az év játékosa    | Gólkirály                 |
| Borbás Gáspár MAC | Kelemen Béla MAC (21 gól) |